# Isola Dovarese
Isola Dovarese är en ort och kommun i provinsen Cremona i regionen Lombardiet i Italien. Kommunen hade 1 168 invånare (2018).